# Кузьмин-Караваев, Всеволод Борисович
Всеволод Борисович Кузьмин-Караваев (4 (16) августа 1894 — не ранее 1931) — ротмистр 12-го уланского Белгородского полка, участник Белого движения.

## Биография
Из старинного дворянского рода. Сын генерал-майора Бориса Александровича Кузьмина-Караваева.
Окончил Сумский кадетский корпус (1911) и Николаевское кавалерийское училище (1913), откуда выпущен был корнетом в 12-й уланский Белгородский полк, в рядах которого и вступил в Первую мировую войну. За боевые отличия был награждён всеми орденами до ордена Св. Владимира 4-й степени. Произведен в поручики 23 мая 1916 года, в штабс-ротмистры — 20 августа того же года.
С началом Гражданской войны прибыл в Добровольческую армию с группой офицеров 12-й кавалерийской дивизии. С 24 июня 1918 года был зачислен во 2-й офицерский конный полк. Весной 1919 года был назначен командиром 2-го (пешего) эскадрона 12-го уланского полка в составе Сводного полка 12-й кавалерийской дивизии. Позднее в том же году был произведен в ротмистры. В Русской армии был произведен в подполковники, а в августе 1920 года назначен командиром сводного эскадрона 3-го кавалерийского полка. Награждён орденом Св. Николая Чудотворца
За то, что 30 сентября 1920 года в бою у сел. Твердомедово, командуя головным эскадроном полка, бросился на красных, защищавших указанное селение, и своей лихой атакой опрокинул противника, захватив 200 пленных. Результатом боя было занятие хутора Твердомедово и обеспечена единственная дорога для движения конной группы.
В этом бою получил четвертое за Гражданскую войну ранение. Эвакуировался из Севастополя на корабле «Херсонес». Дальнейшая судьба неизвестна.

## Награды
- Орден Святой Анны 4-й ст. с надписью «за храбрость» (ВП 5.12.1914)
- Орден Святого Станислава 3-й ст. с мечами и бантом (ВП 5.12.1914)
- Орден Святого Владимира 4-й ст. с мечами и бантом (ВП 6.03.1915)
- Орден Святого Станислава 2-й ст. с мечами (ВП 8.10.1915)
- Орден Святой Анны 3-й ст. с мечами и бантом (ВП 19.07.1916)
- Орден Святителя Николая Чудотворца (Приказ Главнокомандующего № 77, 3 марта 1921)